# McNeile Glacier
McNeile Glacier är en glaciär i Antarktis. Den ligger i Västantarktis. Argentina, Chile och Storbritannien gör anspråk på området. McNeile Glacier ligger 766 meter över havet.
Terrängen runt McNeile Glacier är bergig åt nordväst, men åt sydost är den kuperad. Trakten är obefolkad. Det finns inga samhällen i närheten.